# لويس الرابع (ملك فرنسا)
لويس الرابع (سبتمبر 920 / سبتمبر 921 - 10 سبتمبر 954)، المسمى «من وراء البحر» ما يعني أنه من خارج البلاد، حكم ملكًا على غرب فرنسا منذ عام 936 حتى عام 954. منحدرًا من سلالة كارولينجيان، كان لويس الابن الوحيد للملك شارل الثالث وزوجته الثانية إيدجيفو من ويسيكس، ابنة الملك إدوارد الكبير ويسيكس. يُعرف عهده في الغالب بفضل سجلات فلودورد وهيستوراي لريتشيروس.

## طفولته
ولد لويس في قلب الأراضي الكارولنجية في غرب فرنسا بين لاون وريمس عام 920 أو  عام 921. كان لديه ست أخوات غير شقيقات من زواج والده الأول من فريدرونا (المتوفاة عام 917).
بعد خلع شارل عن العرش والقبض عليه عام 923، أي بعد هزيمته في معركة سواسون، لجأت الملكة إيدجيفو وابنها الرضيع إلى ويسيكس (لهذا حصل على لقب «من وراء البحار») في بلاط والدها الملك إدوارد، وبعد وفاة إدوارد، لجأت لشقيقها الملك أثيلستان. نشأ لويس في البلاط الأنجلو ساكسوني حتى بلغ سن المراهقة. خلال هذا الوقت، استمع لقصص أسطورية عن إدموند الشهيد، أحد أسلاف عائلته الأم التي قاتلت ببسالة ضد الفايكنج.
أصبح لويس وريثًا للفرع الغربي للسلالة الكارولنجية بعد وفاة والده عام 929، وفي عام 936، عندما كان يبلغ من العمر 15 عامًا، استدعاه هيو العظيم من ويسيكس ليخلف ملك الفرنجة الغربيين المنتمي لسلالة بوسونيد رودولف الذي مات.
بمجرد توليه العرش، أراد لويس تحرير نفسه من وصاية هيو العظيم الذي كان يعتبر ثاني أقوى رجل بعد الملك.
في عام 939، حاول الملك الشاب غزو لوثارينجيا، لكن حملته باءت بالفشل، فشن صهره الملك أوتو الأول، ملك الفرنجة الشرقية، هجومًا مضادًا وحاصر مدينة ريمس في عام 940. وفي عام 945، بعد وفاة دوق النورماندي ويليام الأول، حاول لويس غزوها، لكن رجال هيو العظيم اختطفوه.
سمح سينودس إنجلهايم عام 948 بنفي هيو العظيم وأطلق سراح لويس من وصايته الطويلة. منذ العام 950، فرض لويس حكمه تدريجيًا في الشمال الشرقي من المملكة وأقام العديد من التحالفات (خاصة مع كونتات فيرماندوا) تحت حماية المملكة الأوتونية في شرق فرنسا.

## جلوسه على العرش
في ربيع عام 936 أرسل هيو العظيم مبعوثًا إلى ويسيكس ودعا لويس «للقدوم وتبوؤ عرش المملكة». سمح له عمه الملك أثيلستان بالعودة إلى موطنه مع والدته وبعض من الأساقفة والخدم المخلصين بعد أن أجبر  عمه مبعوث هيو على القسم بأن الملك المستقبلي سيحظى بمبايعة جميع أتباعه. بعد بضع ساعات من السفر البحري، حظي لويس باستقبال وتكريم هيو وبعض نبلاء الفرنجة الذين قبلوا يديه على شاطئ بولوني. يعطينا المؤرخ ريشيرس روايته عن هذه المواجهة الأولى:
«ثم أحضر الدوق على عجل حصانًا مزينًا بشارة ملكية. بحلول الوقت الذي أراد فيه وضع الملك على السرج، ركض الحصان في كل الاتجاهات؛ لكن لويس، الشاب الرشيق، قفز فجأة على الحيوان وروّضه، وقد أسعد هذا كل من كان حاضرًا وحظي لويس بتقدير الجميع». 
ثم بدأ لويس وحاشيته رحلتهم إلى لاون حيث كان من المقرر أن يتم حفل التتويج. توج لويس الرابع ملكًا على يد رئيس أساقفة أرتالد ريمس يوم الأحد، 19 يونيو من العام 936، على الأرجح في دير نوتردام وسان جان في لاون، ربما بناءً على طلب الملك لأن للمدينة رمزية بالنسبة له، أو لأنه ولد فيها على الأغلب.